# Aguada Cecilio
La localidad de Aguada Cecilio, se encuentra en el departamento Valcheta, en la provincia de Río Negro, en la región Patagónica de Argentina. El origen de esta localidad estada dada por la estación de ferrocarril del mismo nombre.
Con una población reducida, la localidad tiene su producción con la crianza de ovejas, chivos, vacas y caballo, políticamente conducido por una comisión de fomento. Hay negocios de ramos generales. No cuenta con estación de servicio.

## Población
Contó con 155 habitantes (Indec, 2010), lo que representó un incremento del 30% frente a los 119 habitantes (Indec, 2001) del censo anterior.
El censo 2022 arrojó 48 viviendas con una población estable de 111 habitantes en la comisión de fomento.
| Gráfica de evolución demográfica de Aguada Cecilio entre 1991 y 2022 |
|                                                                      |
| Fuente: Censos nacionales del INDEC                                  |

## Accesos
Aguada Cecilio se halla a un costado de la ruta nacional 23 distante a 35 km de Valcheta.

## Equipamientos
Cuenta, entre los edificios públicos, con un puesto de Salud, un puesto policial y una escuela primaria con anexo jardín de infantes (ya sin residencia permanente) donde asisten niños de toda la zona. Desde 2010 funciona el secundario rural con modalidad virtual. Actualmente se denomina E.S.R.N. Rural Virtual - Anexo 16. 

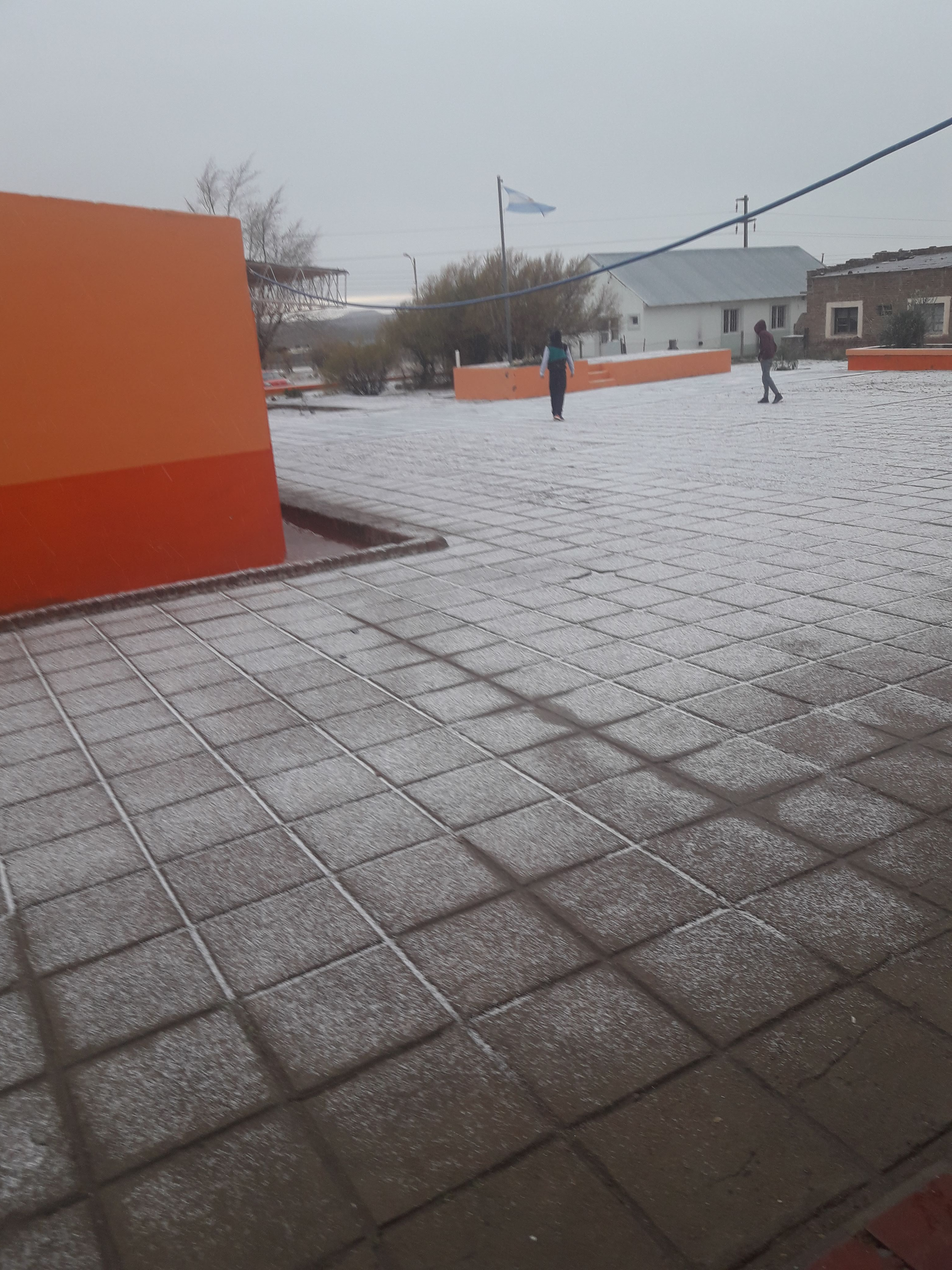
Nevada en el paraje en el año 2019